# 1,4-二溴苯
1,4-二溴苯是一种有机化合物，化学式为C6H4Br2，是带有二甲苯气味的无色晶体。它有中等毒性，是合成骨螺紫的前体。

## 合成
苯和溴在铁的催化下反应，得到溴苯，溴苯再进一步和溴反应，蒸馏后得到1,4-二溴苯。